# Perissias
Perissias is een monotypisch geslacht van straalvinnige vissen uit de familie van botachtigen (Bothidae).

## Soort
- Perissias taeniopterus (Gilbert, 1890)